# گل یخ ژاپنی
گل یخ ژاپنی (نام علمی: Chimonanthus praecox)، درختچه‌ای است در سرده گل یخ که بومی ژاپن و چین می‌باشد. گل‌های این گیاه در فصل زمستان می‌شکفند و معطر هستند. بلندی این گیاه به ۴/۵ متر هم می‌رسد. برگ‌ها بیضی شکل و میوه‌ها کوزه‌ای شکل هستند. بذر این گیاه را بهار می‌کارند.